# Syrine Ebondo
Syrine Ebondo, née Balti le 31 octobre 1983 à Tunis, est une athlète tunisienne pratiquant le saut à la perche. Elle compte à son palmarès sept titres de championne d'Afrique.

## Biographie
En 2016, elle remporte les championnats d'Afrique de Durban devant sa compatriote Dora Mahfoudhi.
Elle est la femme d'Albin Ebondo.

## Palmarès
| Date | Compétition                     | Lieu         | Résultat | Marque |
| ---- | ------------------------------- | ------------ | -------- | ------ |
| 1999 | Championnats d'Afrique juniors  | Tunis        | 1re      | 3,65 m |
| 1999 | Championnats panarabes          | Irbid        | 1re      | 3,60 m |
| 2000 | Championnats d'Afrique          | Alger        | 1re      | 3,85 m |
| 2002 | Championnats d'Afrique          | Radès        | 1re      | 4,06 m |
| 2002 | Coupe du monde des nations      | Madrid       | 7e       | 4,00 m |
| 2002 | Championnats du monde juniors   | Kingston     | 9e       | 3,90 m |
| 2004 | Championnats d'Afrique          | Brazzaville  | 1re      | 4,00 m |
| 2004 | Jeux panarabes                  | Alger        | 1er      | 3,90 m |
| 2005 | Jeux de la Francophonie         | Niamey       | 2e       | 4,05 m |
| 2006 | Championnats d'Afrique          | Bambous      | 1re      | 4,21 m |
| 2006 | Coupe du monde des nations      | Athènes      | 7e       | 4,00 m |
| 2012 | Championnats d'Afrique          | Porto-Novo   | 1re      | 3,70 m |
| 2013 | Championnats panarabes          | Doha         | 1re      | 4,10 m |
| 2014 | Championnats d'Afrique          | Marrakech    | 1re      | 4,10 m |
| 2014 | Coupe continentale              | Marrakech    | 7e       | 3,95 m |
| 2015 | Championnats arabes             | Madinat 'Isa | 1re      | 4,10 m |
| 2015 | Jeux africains                  | Brazzaville  | 1re      | 4,10 m |
| 2016 | Championnats d'Afrique          | Durban       | 1re      | 4,00 m |
| 2017 | Jeux de la solidarité islamique | Bakou        | 3e       | 4,00 m |

## Records
| Épreuve          | Épreuve   | Performance | Lieu    | Date           |
| ---------------- | --------- | ----------- | ------- | -------------- |
| Saut à la perche | Plein air | 4,21 m      | Bambous | 10 août 2006   |
| Saut à la perche | En salle  | 4,23 m      | Nice    | 8 février 2014 |